# Western (rollspel)
Western  är ett rollspel som getts ut i fyra upplagor. Det har getts ut under olika varumärken, Lancelot Games (1:a och 2:a utgåvan), Rävspel (3:e utgåvan) samt Åskfågeln förlag (4:e utgåvan). 

## Spelmiljö
Western utspelar sig efter Amerikanska inbördeskriget och till slutet av 1800-talet (1865-1900). De flesta äventyr utspelar sig geografiskt från "Frontier Strip" (delstaterna från North Dakota söder till Texas) västerut till Stilla havet.Viktiga städer Dodge City i Kansas, Tombstone i Arizona och Deadwood i South Dakota.

## Utgivet material

### Western I och II[1]
- Western grundbox (1989 samt 1989) -  inkluderar regler, kartor och rollformulär.
- Spelledarens skärm (1989)

- Hogan's Last Stop (1989) - Äventyren Hogan's Last Stop och Hämnden för Roscoe Farly
- Lawster's Lode (1989) - Äventyren Lawster's Lode och Rico Silver: staden som hemsöktes av tystnaden
- De svarta banden (1989) - Äventyren De svarta banden och De gråtande döda
- Blodspengar (1990) - Äventyren Blodspengar och En yrkesmördares heder
- Dead or Alive - tre berättelser från Arizona (1991) - Tre äventyr

### Western III
- Western grundregler (1998[2]) - Kom både i box och mjukpärm
- Spelledarskärm (1999[3]) - Ett speltillbehör
- Laglöst land (1999[4])  - En regelmodul för att spela laglös i Westerns värld.
- Legender från Wyoming och Montana (2002) - Kampanjmodul med regler och tre äventyr
- Legender från Arizona och New Mexico (2002) - Kampanjmodul med regler och tre äventyr
- Arizona (2003[5]) - En kampanjmodul som beskriver Arizona. Apacher ges stort utrymme.
- Det gyllende ögat (2014[6]) - Ett äventyr ursprungligen framtaget för Gothcon
- Slutstation whitehaven (2015[7]) - Ett äventyr ursprungligen framtaget för Gothcon

### Western IV
- Rollpersonen (2016[8]) - Grundreglerna för spelaren
- Regelboken (2016[9]) - Grundreglerna för spelledaren
- Det torra landet (2016[10]) - Ett äventyr
- Revolverns lag (2016[11]) - Ett äventyr
- En ömfoting steg av tåget (2016[12]) - Ett äventyr
- Baronen av Barbary Coast (2017[13]) - Ett supplement som beskriver San Francisco. Innehåller även ett äventyr.
- Eld i Berget (2017[14]) - Ett äventyr
- Slaget om Maiden Rock (2019[15]) - Äventyr och kampanjmaterial som kretsat kring staden Maiden Rock
- 1000 Dollar för El Tuerto (2019[16]) - Ett äventyr
- Baronen av Barbary Coast (2018 - En kampanjbok med äventyr
- Den Röda Änkan (2021 - En kampanjbok med äventyr[17]) - Ett äventyr
- Western IV - spelledarskärm - Speltillbehör